# Club Stade Marocain
El Club Stade Marocain és un club de futbol marroquí de la ciutat de Rabat.

## Palmarès
- Lliga marroquina de futbol:[1]
  - 1928, 1931, 1944

- Copa marroquina de futbol:[2]
  - 1939, 1942, 1947, 1954